# Юханссон, Грета
Анна Терезия Маргарета (Грета) Юханссон (швед. Anna Teresia Margareta (Greta) Johansson; 9 января 1895, Кунгсхольм[…] — 28 января 1978, Сан-Матео, Калифорния) — шведская спортсменка, пловчиха, завоевавшая золотую медаль на летних олимпийских играх 1912 г.

## Биография
Грета Юханссон родилась и выросла в Стокгольме. Её отец работал консьержем. Грета 7 лет училась в Klara folkskola, где считалась хорошей ученицей. С детства проявляла интерес к плаванию, а в 1905 г. получила разрешение на занятия плаванию в стокгольмском бассейне Strömbadet. По прыжкам в воду с трамплина тренировалась у Лизы Регнелл, в 1908 г. выиграла свои первые соревнования по прыжкам с трамплина.
На летних олимпийских играх 1912 г. (в Юргордсбруннсвикене) она заняла первое место на соревнованиях по прыжкам в воду, став тем самым первой шведкой — золотым олимпийским медалистом. После победы она в 1913 г. стала тренером по плаванию.
Грета вышла замуж за профессионального пловца и тренера Эрнста Брандстена, тоже участвовавшего в Олимпийских играх-1912 и занявшего 7-е место, и вместе с ним эмигрировала в США, где внесла большой вклад в развитие водных видов спорта.
В 1973 г. Грета Юханссон вместе с мужем включена в Зал славы мирового плавания.

## Достижения
- Чемпион Швеции на 100 метров вольным стилем в 1910 и 1911 гг.
- Чемпион Швеции по прыжкам в воду в 1911 и 1912 гг.
- 4-е место на 4×100 м вольным стилем в 1912 г.